# Полонский, Вадим Владимирович
Вади́м Влади́мирович Поло́нский (род. 21 октября 1972, Смоленск) — российский литературовед, доктор филологических наук (2008), профессор РАН (2016), член-корреспондент РАН (2019). Главный редактор журналов «Известия РАН. Серия литературы и языка» (с 2014) и «Литературный факт». Директор ИМЛИ РАН (с 2015).

## Биография
В 1994 году окончил филологический факультет МГУ им. М. В. Ломоносова, в 1997 году — аспирантуру по кафедре истории русской литературы XX века того же факультета (научный руководитель — Л. А. Колобаева).
Кандидатская диссертация — «Биографический жанр в творчестве Д. С. Мережковского 1920—1930-х гг.» (1998, специальность 10.01.01. — Русская литература); докторская диссертация: «Мифопоэтические аспекты жанровой эволюции в русской литературе конца XIX — начала XX века» (2008, специальности 10.01.01. — Русская литература; 10.01.08. — Теория литературы. Текстология).
С 1998 года — сотрудник Института мировой литературы им. А. М. Горького РАН. С 2006 года — заведующий отделом русской литературы конца XIX — начала XX веков ИМЛИ РАН, с 2010 года — заместитель директора по научной работе ИМЛИ, с 2015 года — директор ИМЛИ. C 2005 по 2016 год — профессор кафедры истории русской классической литературы Института филологии и истории РГГУ, преподавал в МГУ им. М.В. Ломоносова, ПСТГУ.
В. В. Полонский — главный редактор журналов «Известия РАН. Серия литературы и языка», «Литературный факт», Полного академического собрания сочинений А. М. Горького; член редколлегий и редсоветов ряда научных периодических изданий (журналы «Русская литература», «Studia litterarum», «Вестник Московского университета. Серия 9. Филология», «Russica Romana» и др.), серии изданий «Литературное наследство», полных академических собраний сочинений А. А. Блока, Л. Н. Андреева и др. Председатель учёного совета ИМЛИ РАН и диссертационного совета 24.1.080.03 по филологическим наукам при ИМЛИ (ранее диссертационный совет Д 002.209.02).
Член Совета по русскому языку при Президенте РФ и Координационного совета профессоров РАН, сопредседатель Экспертной комиссии по литературе Российского совета олимпиад школьников. Входил в состав Экспертного совета ВАК Минобрнауки РФ по филологии и искусствоведению (2013—2016), экспертной группы по историко-филологическим наукам Совета по науке при Минобрнауки РФ.
Почётный профессор Юго-Западного университета КНР (2018), почётный доктор Института литературы им. Низами Гянджеви Национальной академии наук Азербайджана (2018), профессор Янцзы (Changjiang (Yangtze River) Scholar, Sichuan University, звание присуждено Министерством образования КНР, 2021).

## Научная деятельность
В работах В. В. Полонского изучены различные аспекты восприятия античной, средневековой и отечественной классической традиции русским модернизмом, его типологические особенности и связи с французской, итальянской, немецкой, скандинавскими литературами, эстетико-философской мыслью; проанализирована проблема соотношения мифопоэтических стратегий писателей-модернистов с жанровой эволюцией начала XX в.; разработана классификация типов биографического письма; обоснованы актуальные методологические подходы к построению истории литературы; даётся научное описание жанра мистерии в европейских литературах XVIII—XX вв.; вводится в оборот новый материал, раскрывающий историко-культурный контекст литературы в эпоху Первой мировой войны и Революции 1917 г.; на основе неизвестных ранее фактов выстраивается модель русско-французских литературных взаимодействий в XVIII—XX вв.
Автор монографий «Мифопоэтика и динамика жанра в русской литературе конца XIX — начала XX века» (М.: Наука, 2008); «Между традицией и модернизмом. Русская литература рубежа XIX—XX веков: история, поэтика, контекст (М.: ИМЛИ РАН, 2011)», «Gallo-Rossica: Из истории русско-французских литературных связей конца XVIII — начала XX в.» (М.: ИМЛИ РАН, 2019) и свыше 200 иных работ по истории и поэтике русской литературы XIX—XX веков, сравнительному литературоведению, теории литературы.